# 勒嘎·舒米
勒嘎·舒米（阿美族語：Lekal Sumi Cilangasan，1985年—）是台灣導演。2015年與鄭有傑共同執導及編劇電影《太陽的孩子》並入圍當屆金馬改編劇本。

## 經歷
父親台南人，母親舒米.如妮（Sumi Dongi ）為阿美族，從小於台南長大，退伍後回到花蓮的港口部落，開始接觸部落的傳統和文化，試著找回從小被遺忘的部分。尋根的過程中，因為母親想要復耕部落荒廢已久的梯田，重新恢復土地的原有的價值。勒嘎便開始拿起了攝影機，將整個過程記錄了下來，並完成了個人首部的紀錄片作品《海稻米的願望》。也因為這個作品，結識了導演鄭有傑，兩人合作拍攝了電影《太陽的孩子》，也開啟了之後的創作里程。

## 編導作品

### 電影
| 電影作品                               | 英文譯名            | 年份   | 製片      | 演員                                           | 參展與得獎紀錄 |
| 海稻米的願望 (紀錄短片)                | The Desire Sea Rice | 2012年 | 勒嘎.舒米 | 舒米.如妮                                      | - 部落之眼紀錄片影展 - 鐵馬影展 - 生態電影節有影秀台灣巡迴影展 - 行政院原住民族委員會微電影『銀牌』 - 中華電信基金會蹲點台灣攝區二三事『二獎』                                                                            |
| 太陽的孩子 (劇情長片) 聯合導演：鄭有傑 | Panay               | 2015年 | 謝君堯    | 阿洛.卡力亭.巴奇辣 吳燕姿 林嘉均 許金財 徐詣帆 | - 第17屆台北電影節 - 第5屆社會公義獎 - 第52屆金馬獎 - 第46屆印度國際影展 - 2016台灣國際兒童影展 - 第8屆印度CMS國際兒童影展 - 第27屆金曲獎 - 第26屆新加坡國際電影節 - 第6屆英國倫敦華語視像藝術節 - 第十屆溫哥華台灣電影節 |
| ILISIN (劇情短片)                      | ILISIN              | 2016年 | 潘玨文    | 李志雄                                         | - 2016年臺北電影節 - 2016 香港InDPanda電影節 - 2016高雄電影節 - 第五屆印度德里國際短片影展 - 2017克萊蒙費宏短片展 |
| 巴克力藍的夏天 （電視電影）            | Pakeriran           | 2016年 | 陳慶穎    | 林孫煜豪 鴻狄 以莉.高露 許金財 陳昭興          | |

### 音樂錄影帶
2013 阿努.卡力亭.沙力朋安 《cepo'混濁了》

## 榮譽
- 2015年台北電影獎觀眾票選影片《太陽的孩子》與鄭有傑
- 2016年憑《太陽的孩子》與鄭有傑入圍金馬獎最佳改編劇本。